# Людольф (герцог Швабии)
Людольф (нем. Liudolf; 930 — 6 сентября 957) — герцог Швабии в 950—954 годах. Сын императора Оттона I Великого от первого брака с Эдит Английской. Известен, главным образом, как основатель города Штутгарта.

## Биография

### Правление
Людольф женился на Иде, дочери герцога Швабии Германа I. Когда в 949 году Герман I умер, Людольф на рейхстаге в 950 году был утверждён герцогом Швабии.
Во время выступления короля Италии Беренгара II Иврейского против Оттона I Великого в 951 году, Людольф вторгся в Ломбардию, поддерживая власть своего отца Оттона I. Когда же Оттон I женился на Адельгейде и сам принял управление Италией, Людольф восстал против отца, для чего привлёк на свою сторону мужа сестры герцога Лотарингии Конрада Рыжего. Восстание 953—954 годов завершилось разгромом Людольфа и Конрада, который осуществил Оттон I при поддержке герцога Баварии Генриха I. Владения Людольфа в итоге были конфискованы.
В 957 году Людольф вновь вторгся в Италию, захватив множество городов, но посреди победоносного похода внезапно умер от лихорадки в Помбии. Тело Людольфа было захоронено в аббатстве Святого Альбана в Майнце.

### Брак и дети
Жена: с 947 года — Ида (ок. 930/932 — 17 мая 986), дочь герцога Швабии Германа I и Регелинды из Цюрихгау. Дети:
- Оттон I (954—982), герцог Швабии с 973 года, герцог Баварии с 976 года
- Матильда (949—1011), аббатиса монастыря в Эссене.